# Угра
Угра је река у Русији која протиче кроз Смоленску и Калушку област. Дуга је 399 km, а површина слива јој је 15.700 km².
Лева је притока реке Оке у коју се улива 15 km од Калуге. Значајније притоке су јој Ворја, Реса, Теча, Шања, Извер.
Угра скоро целим током тече у високим шумовитим пределима. У доњем току постоје многе пешчане плаже. Реку настањију исте врсте риба као и Оку. Главне комерцијалне рибе су деверика, штука, смуђ, кечига и сом. Године 1997. основан је националног парка Угра.
Река се замрзава се у новембру, и остаје под ледом све до краја марта. 